# Gryssen (Leksands socken, Dalarna)
Gryssen är en sjö i Leksands kommun i Dalarna och ingår i Dalälvens huvudavrinningsområde. Sjön har en area på 0,186 kvadratkilometer och ligger 299,1 meter över havet. Sjön avvattnas av vattendraget Limån (Gryssån).

## Delavrinningsområde
Gryssen ingår i det delavrinningsområde (672336-143922) som SMHI kallar för Utloppet av Gryssen. Medelhöjden är 324 meter över havet och ytan är 1,15 kvadratkilometer. Räknas de 5 avrinningsområdena uppströms in blir den ackumulerade arean 19 kvadratkilometer. Limån (Gryssån) som avvattnar avrinningsområdet har biflödesordning 3, vilket innebär att vattnet flödar genom totalt 3 vattendrag innan det når havet efter 319 kilometer. Avrinningsområdet består mestadels av skog (65 procent). Avrinningsområdet har 0,15 kvadratkilometer vattenytor vilket ger det en sjöprocent på 12,8 procent.